# 金城寛
金城寛（きんじょうひろし）は、2012年から開堂慈寛として活動中。IIS（アイイス 国際スピリチュアリズム協会）会長、霊媒、スピリチュアルヒーラー、霊性開花講師、サイキックアート講師、サンスクリット語・マントラの講師である。

## 経歴
東京とロンドンの美術大学で彫刻を学び、ヨーロッパを中心に作家活動を続ける。
ロンドンに在住中、40歳を過ぎるころに精神世界に興味を抱き、ロンドンでヒーラーと霊媒の訓練を受ける。
その後、主にイギリスの心霊教会を中心に超能力アートのデモンストレーションやサービス（ミサ）を行うようになる。ロンドンでヒーリング、瞑想クラスの講師を務めた。
2006年にロンドンを引き揚げて日本に戻ると、心霊主義を紹介すべくIISの創立に参加し、日本各地で霊性開花クラス等の講師を始める。
2020年春からIISの活動拠点をインターネットに移行し、日本のみならず海外にも活動を広げている。

## 著書
スピリチュアル・アウェアネス（新生出版）2006年
自分でできる霊性開花（道出版）2013年
霊媒（ミディアム）神秘修行　イギリスへ（グループ・ゼロ）2014年
ひょうたん島の三銃士 Kindle版 2017年 
スピリチュアル　アウェアネス: 霊性開花のテキスト Kindle版 2017年
自分でできるヒーリング (MyISBN - デザインエッグ社) 2018年
自分でできるヒーリング　エッセンシャル版(MyISBN - デザインエッグ社) 2018年
スピリット・コミュニケーション（第一巻）: 霊界通信の実態が今、明らかに (MyISBN - デザインエッグ社) 2018年
虹の架け橋（第一巻）: 開堂慈寛のトランス・トークとサーモン集(MyISBN - デザインエッグ社) 2018年
光の玉手箱（第一巻）: 心が折れそうになったときに読む本(MyISBN - デザインエッグ社) 2019年